# Orchestre philharmonique d'Oslo
L'Orchestre philharmonique d'Oslo (norvégien : Oslo Filharmonien) est un orchestre norvégien de musique classique, et le principal du pays, originaire d'Oslo.

## Histoire
L'origine de l'orchestre remonte à 1879 avec l'association musicale Kristiania Musikerforening d'Edvard Grieg et Johan Svendsen. À partir des années 1880, l'association reçoit le soutien de la ville. L'orchestre est également utilisé pour les concerts du Théâtre national (Nationaltheatret). En 1919, la formation est renommée « Orchestre de la société philharmonique » (Filharmonisk Selskabs Orkester) avec des soutiens privés. En 1979, l'orchestre acquiert son nom actuel, avant de devenir une fondation indépendante — sous l'impulsion du parlement norvégien en 1996.
L'orchestre est composé de 69 musiciens pour les cordes, 16 pour les bois, 15 pour les cuivres, 5 pour la percussion, 1 harpiste et 1 pianiste. L'orchestre est en résidence au Oslo Konserthus. On compte[style à revoir] une moyenne de 60 à 70 concerts symphoniques par an, la plupart étant diffusés à la radio. L'orchestre défend également la musique de chambre.
L'orchestre se produit pour la première fois en dehors de Scandinavie en 1962. L'orchestre attire des personnalités musicales de premier plan, tels Richard Burgin qui devint le premier violon de Serge Koussevitzky à Boston, Max Rostal et Robert Soetens pour qui Sergueï Prokofiev a écrit son Concerto pour violon no 2, Igor Stravinsky, ainsi que des chefs qui ont fui le régime nazi, Fritz Busch, Erich Kleiber et Bruno Walter.
Depuis 2020, le chef d'orchestre finlandais Klaus Mäkelä est le directeur musical de la phalange,.

## Directeurs musicaux
Comme directeurs musicaux de l'orchestre, se sont succédé :
- Georg Schnéevoigt (1919–1921) ;
- Johan Halvorsen (1919–1920) ;
- Ignaz Neumark (1919–1921) ;
- José Eibenschütz (1921–1927) ;
- Issay Dobrowen (1927–1931) ;
- Odd Grüner-Hegge (1931–1933) ;
- Olav Kielland (en) (1933–1945) ;
- Odd Grüner-Hegge (1945–1962) ;
- Herbert Blomstedt (1962–1968) ;
- Øivin Fjeldstad (1962–1969) ;
- Miltiades Caridis (1969–1975) ;
- Okko Kamu (1975–1979) ;
- Mariss Jansons (1979–2002) ;
- André Previn (2002–2006) ;
- Jukka-Pekka Saraste (2006-2013) ;
- Vassili Petrenko (2013-2020)[1] ;
- Klaus Mäkelä (2020-2027)[2].

## Créations
L'Orchestre philharmonique d'Oslo est le créateur de plusieurs œuvres, de Philippe Hurel (Tour à tour, 2008), Giya Kancheli (...al niente, 2000) et Rolf Wallin (en) (Strange News, 2007), notamment.

## Discographie
L'une des périodes les plus fastes est celle où Mariss Jansons est directeur musical entre 1979 et 2002. Son enregistrement de l'intégrale des symphonies de Piotr Ilitch Tchaïkovski est reconnu comme l'un des meilleurs. En 2000, l'orchestre achève un cycle Bartók bientôt suivi d'un cycle Mahler.